# Monastère de la Résurrection de Soligalitch
Le monastère de la Résurrection (Воскресе́нский монастырь) est un ancien monastère d'hommes de l'Église orthodoxe russe situé en Russie à Soligalitch. Il dépend de l'éparchie et Kostroma et Galitch.

## Histoire
Ce monastère dédié à la Résurrection du Christ a été fondé en 1335, la même année que la fondation de la ville de Soligalitch, à l'origine sloboda d'artisans pour le monastère. Il est donc admis que le monastère est le noyau originel de Soligalitch. Le monastère vit dès le début de l'exploitation du sel et de plus les princes lui donnent une partie du lac de Galitch et du lac de Tchoukhloma et le droit de pêche dans les rivières environnantes. Le monastère possède des salines, des moulins, des prés et des champs ce qui lui donne de confortables revenus. Il est plusieurs fois ravagé par des invasions ennemies (Tatars, Polonais et Lituaniens) et chaque fois reconstruit. 

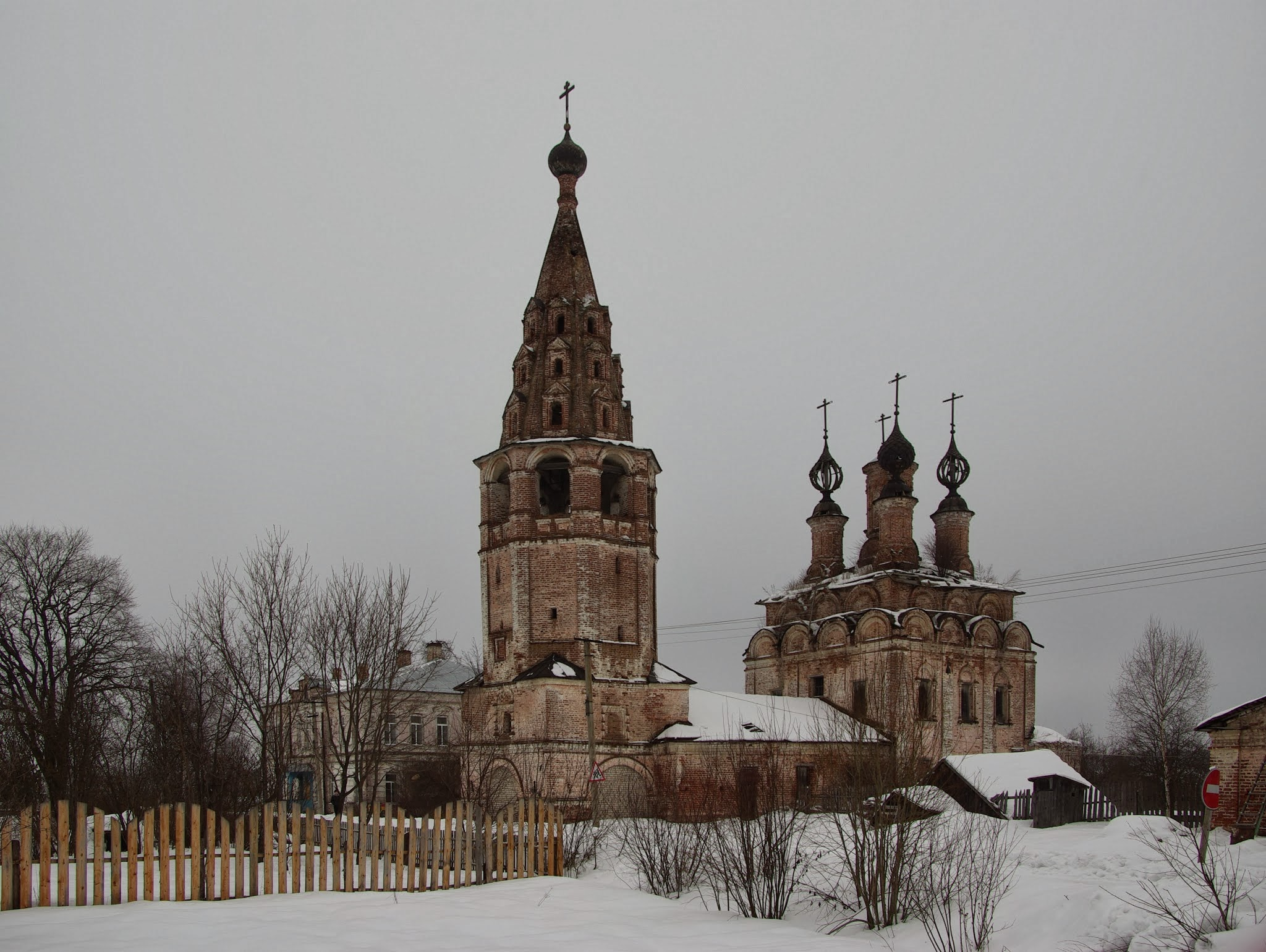
Le monastère en hiver.

Le vénérable moine Alexandre de la Votcha (Votchski), mort dans le premier tiers du XVe siècle, y a été tonsuré dans la seconde moitié du XIVe siècle. Le monastère construit en bois est reconstruit en pierre au XVIIe siècle.
Le monastère tombe en déclin après le manifeste de Catherine II de 1764 ordonnant la sécularisation des domaines monastiques dans tout l'Empire. Finalement les moines sont dispersés, les églises deviennent paroissiales. Au début du XIXe siècle, on installe dans l'ancien monastère une école de théologie (séminaire). L'édifice qui l'abritait date de 1885 et c'est le seul qui soit en bon état aujourd'hui.
Les églises ferment à la fin des années 1920. Pendant la période soviétique, elles servent de grenier à grains et dépôt et l'ancien séminaire devient une maison de correction pour mineurs, L'ensemble est fermé à la fin des années 1970 et tombe progressivement en plein délabrement, ses remparts sont détruits. Toute la décoration intérieure des églises a disparu, sauf quelques traces de fresques dans l'église de la Résurrection.
Le monastère ne comprend plus que l'église-catholicon de la Résurrection (1660-1669) et l'église de l'Épiphanie (1681) qui sont délabrées. Le clocher menace de s'écrouler, bien que l'ensemble soit inscrit à la liste du patrimoine architectural. Le monastère n'est pas en activité.